# 濱南工業區
濱南工業區是原臺南縣於1990年代的一個工業區開發計畫，由東帝士與燁隆兩個財團所提出，準備在今臺南市七股區潟湖與沿海地區填海造陸，開發七輕石化煉油廠、大煉鋼廠與工業港。
然後七股預定地爭議十分巨大，包括：沿岸養殖業與農業居多，觀光等關鍵產業更還需發展。而水資源供應能力亦受到質疑，與同期規劃中的南部科學工業園區互為競爭。最後在全球推動京都議定書的環保意識抬頭下中止計畫。台南並於2009年成立台江國家公園保育濕地生態。

## 歷史
1993年6月，燁隆集團與東帝士集團分別提出「鋼鐵城」與「七輕石化煉油廠」計畫，準備在台南縣七股鄉的南北兩側從事大型開發案。其中的「鋼鐵城」計畫因預定地（七股工業區開發計畫）環評被駁回而告流產，轉向七股北側的台鹽總廠七股鹽場，後經協調達成共同開發的共識，並於1994年12月5日合流遞送《濱南工業區開發計畫可行性規劃報告》及《濱南工業區開發計畫環境說明書》，正式啟動「濱南工業區開發計畫」，準備在七股潟湖與沿海地區填海造陸，開發七輕石化煉油廠、大煉鋼廠與工業港。
環境影響評估期間歷經4次的第一階段環境影響說明書專案小組初審會議、5次的環境影響評估範疇界定會議與14次的第二階段環境影響評估專案小組初審會議，卻在1999年12月15日最後一次專案小組會議中，於環評委員僅四人出席情形下，即召開會議，且於其中三位委員均發言表達反對下，仍通過該開發案之審查。事隔不到48小時，就在12月17日下午2時30分召開的環境影響評估審查委員會第六十六次會議中，以臨時提案方式有條件通過環境影響評估審查。
在環評初審期間，1995年11月10日，全台各地的環保團體齊聚於環保署前召開記者會，呼籲環境影響評估審查委員支持維護生態環境，退回七股濕地潟湖開發案。其主要理由為：一、南臺灣最大的海岸濕地會因此而逐漸消失；二、世界級瀕臨絕種的黑面琵鷺難覓棲息之地；三、沿海魚類會失去產卵育幼之所，影響台灣漁業；四、填土量高達7275萬公噸，勢必開挖山區以供應大量土方需求；五、每天需水量極大，水源難尋；六、大量銀行聯貸，將造成通貨膨脹，害及全體人民。
1996年8月28日，台南縣農權會發函給經濟部工業局、環保署，認為濱南工業區的開發已違反國土利用導致農漁鹽民權益受損，要求政府官員依法行政，對濱南工業區慎重評估。1996年10月4日立法委員蘇煥智發起了「反七輕、反金權、疼惜台灣」，向立法院的請願活動，抗議政府金權掛帥之下，只求發展經濟，而無視環境破壞。希望藉此將環保訴求提升為反金權運動以擴大串聯。
2000年5月政黨輪替後，「濱南工業區開發計畫」並沒有停下來，而持續進行後續的環評報告書定稿與工業區土地變更程序。2006年1月19日，環保署依《環境影響評估法》第十三條第三項規定公告《濱南工業區開發計畫環境影響評估報告書》審查結論及《環境影響評估報告書》摘要，結束「濱南工業區開發計畫」的環評程序，依法轉入內政部區域計畫委員會。
2006年10月27日，內政部區域計畫委員會專案小組第2次審議會議。2006年11月9日內政部區域計畫委員會，決議退回濱南案。

## 爭議
濱南工業區開發計畫的爭議包括「濱南工業區預定地已經行政院於2003年11月21日公告核定為雲嘉南國家風景區的一部分」、「濱南工業區規劃在七股潟湖北端設置工業港，阻塞潟湖北端出口，勢必造成該地區大寮排水無處宣洩洪水，嚴重影響排水功能」、「工業區設立將造成水質惡化，衝擊潟湖養殖業，影響漁民生計」、「京都議定書已於2005年2月16日生效，濱南工業區所引進的煉鋼廠及石化業，都屬於高二氧化碳排放的產業，一旦濱南工業區開發，將排擠我國其他傳統產業的發展，招致國際經濟制裁並損及我國國際形象」、「濱南工業區估計每天用水量約20萬噸，但水資源局只承諾每天供水8萬噸，且至2006年為止」與「開發案將加速國土流失，使得七股潟湖多樣、且豐富的生態及環境面臨無可回復的災害，違背國家永續發展、海岸永續利用的目標」等。

## 外部連結
- 反濱南工業區運動－臺灣大百科全書 （页面存档备份，存于）